# Kirsti Huke

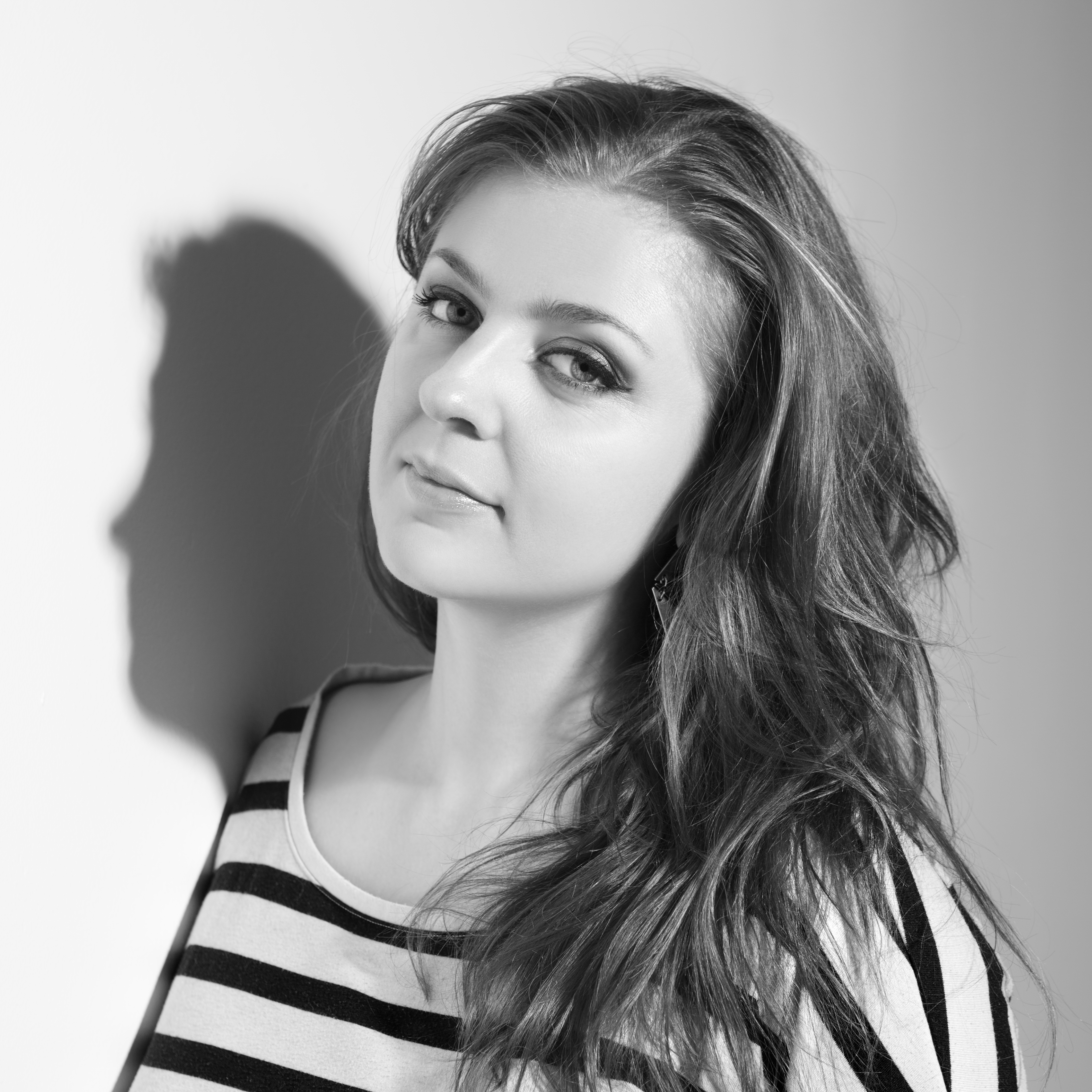
Kirsti Huke

Kirsti Huke (* 6. März 1977 in Melhus) ist eine in Trondheim lebende norwegische Jazz- und Rocksängerin.

## Biografie
Kirsti Huke erhielt ihre musikalische Grundausbildung zwischen 1993 und 1996 an der Heimdal videregående skole, einem musisch ausgerichteten Gymnasium. Anschließend studierte sie von 1996 bis 2001 Jazzgesang am Konservatorium in Trondheim. Noch während ihres Studiums gründete sie 1998 ihr eigenes Quartett, das zunächst aus Steinar Raknes (Bass), Håvard Wiik (Piano) und Håkon Mjåset Johansen (Schlagzeug) bestand. Nach etlichen Konzerten löste sich diese Formation 2002 auf.
Im Frühling desselben Jahres erschien das unter Mitwirkung Hukes entstandene Album Memoirs der Trondheimer Formation The 3rd and the Mortal, mit der sie im weiteren Verlauf des Jahres mehrere Konzerte in Norwegen, Mexiko, den Niederlanden und Deutschland bestritt. Mitschnitte der im September/Oktober 2002 absolvierten Deutschland-Tournee von The 3rd and the Mortal wurden 2005 auf dem Album Project Bluebook veröffentlicht.
Nach Auflösung ihres ersten Quartetts stellte Huke ein neues zusammen, dem neben Raknes nun der unter anderem aus seiner Zusammenarbeit mit Chet Baker bekannte Pianist Vigleik Storaas und der schwedische Trommler Erik Nylander angehörten. Die Band machte sich mit eigenwilligen Interpretationen von Jazzstandards schnell einen Namen. Die erste CD des Quartetts ließ lange auf sich warten. Sie erschien unter dem Titel Deloo erst 2007 und erntete in Norwegen sehr gute Kritiken. Neben Klassikern wie Old Country (von Curtis Lewis und Nat Adderley) oder Caravan (von Duke Ellington) finden sich auf dem Album individuelle Versionen des Pink-Floyd-Hits Wish You Were Here und der Ballade Not Dark Yet von Bob Dylan. Wie andere skandinavische Vokalistinnen ihrer Generation (z. B. Rebekka Bakken, Hanne Hukkelberg oder Stina Nordenstam) geht Kirsti Huke von einem weiten Jazzbegriff aus bzw. arbeitet bewusst genreübergreifend. Die zweite, im Frühjahr 2009 veröffentlichte CD des Quartetts enthielt überwiegend Eigenkompositionen und öffnete sich noch deutlicher dem Rock-Genre. Der Song Poor Tom von Led Zeppelin ist die einzige Coverversion auf diesem Album. 2020 erschien in neuer Besetzung – mit nunmehr zwei Schlagzeugern – und mit deutlich minimalistischerem Konzept das Album Weaving.
Ihre Vielseitigkeit stellte sie auch in zahlreichen Nebenprojekten unter Beweis. 2005 trat sie der seit 1997 bestehenden Indie-Rock-Band Phy bei, die in dem neuen Line-up einige Songs in Oslo aufnahm. Als Mitglied von Tom's Diner, dem Trio des norwegischen Samba- und Bossanova-Gitarristen Tom Steinar Lund, trat sie auf mehreren Festivals auf. Ebenso stand sie mehrfach mit dem norwegischen Jazzpianisten Egil Kapstad und dem Gitarristen Åge Aleksandersen auf der Bühne. Als Leadsängerin des Ensembles Moving Oos, an dem sich zahlreiche Musiker der Trondheimer Szene (z. B. Dadafon) beteiligen, nahm sie 2007 und 2008 zwei CDs auf. Die Band orientiert sich in ihrem Mix aus Rock, Gospel, Soul und Funk an der Musik der Jahre 1967 bis 1974. Zusammen mit der Vokalistin Siri Gjære veröffentlichte sie unter dem Namen Tullkattesnutene eine Kinder-CD, die mit dem Spellemannprisen (dem norwegischen Pendant zu den Grammys) ausgezeichnet wurde. Mit dem Saxophonisten Tore Brunborg nahm sie die CD Scent of Soil auf, mit dem Trondheim Jazz Orchestra und Espen Berg das Album Maetrix.
Kirsti Huke ist eine Schwester der Lyrikerin Marte Huke.

## Auszeichnungen
- 2013 Spellemannprisen
- 2017 Radka Toneff Minnepris

## Diskographie

### The 3rd and the Mortal
- 2002 – Memoirs
- 2005 – Project Bluebook

### Kirsti Huke Quartett
- 2007 – Deloo
- 2009 – Kirsti Huke
- 2015 – Rags & Silks (mit Ola Kvernberg und Erik Nylander)
- 2020 – Weaving

### Moving Oos
- 2007 – Peace & Love
- 2008 – ... and Understanding

### Phy
- 2011 – Tree House

### Kirsti Huke & Tore Brunborg
- 2012 – Scent of Soil

### Tullkattesnutene
- 2013 – Vi vil ut på byen

### Trondheim Jazz Orchestra und Espen Berg
- 2024 – Maetrix